# Андреасен, Вальдемар
Вальдемар Бюсков Андреасен (дат.  Valdemar Byskov Andreasen; род. 5 января 2005 года, в Хернинге, Дания) — датский футболист, полузащитник клуба «Мидтьюлланн».

## Клубная карьера
Вальдемар является воспитанником хернингского футбола. Он начинал карьеру в местном «Хернинг Фремад», откуда впоследствии перебрался в «Икаст» — дочернюю команду «Мидтьюлланна», также представляющего его родной город. Позже Вальдемар присоединился к юношеской команде «волков». Там он привлёк внимание «Брюгге», но отказался от трансфера в бельгийский клуб ради игры в первой команде «Мидтьюлланна». Его дебют состоялся 15 сентября 2022 года в матче Лиги Европы против «Лацио»: полузащитник появился на поле на 87-й минуте вместо Сори Каба.

## Международная карьера
С 2020 года Вальдемар представляет Данию на юношеском уровне, приняв участие в общей сложности в 18 матчах и забив 2 гола. Первый мяч он забил в составе юношеской сборной до 17 лет, поразив ворота сверстников из Австрии 3 сентября 2021 года.